# Lồng ngực
Lồng ngực, hay Lồng xương sườn (tiếng Anh: Rib cage) là một phần sắp xếp xương trong ngực của tất cả các động vật có xương sống ngoại trừ cá mút đá và ếch. Nó được hình thành bởi cột sống, xương sườn và xương ức, bao quanh tim và phổi. Ở người, lồng ngực, hay còn được biết đến là lồng xương sườn, là một cấu trúc các xương và sụn bao quanh khoang ngực và hỗ trợ đai ngực (đai vai), tạo nên phần cốt lõi của bộ xương người. Một lồng ngực người điển hình gồm 24 xương sườn, xương ức (với mũi ức), xương sụn sườn và 12 đốt sống ngực.

## Hình ảnh minh họa

Hình quét lồng ngực người CT (theo chiều song song (trái) và phép chiếu phối cảnh (phải).
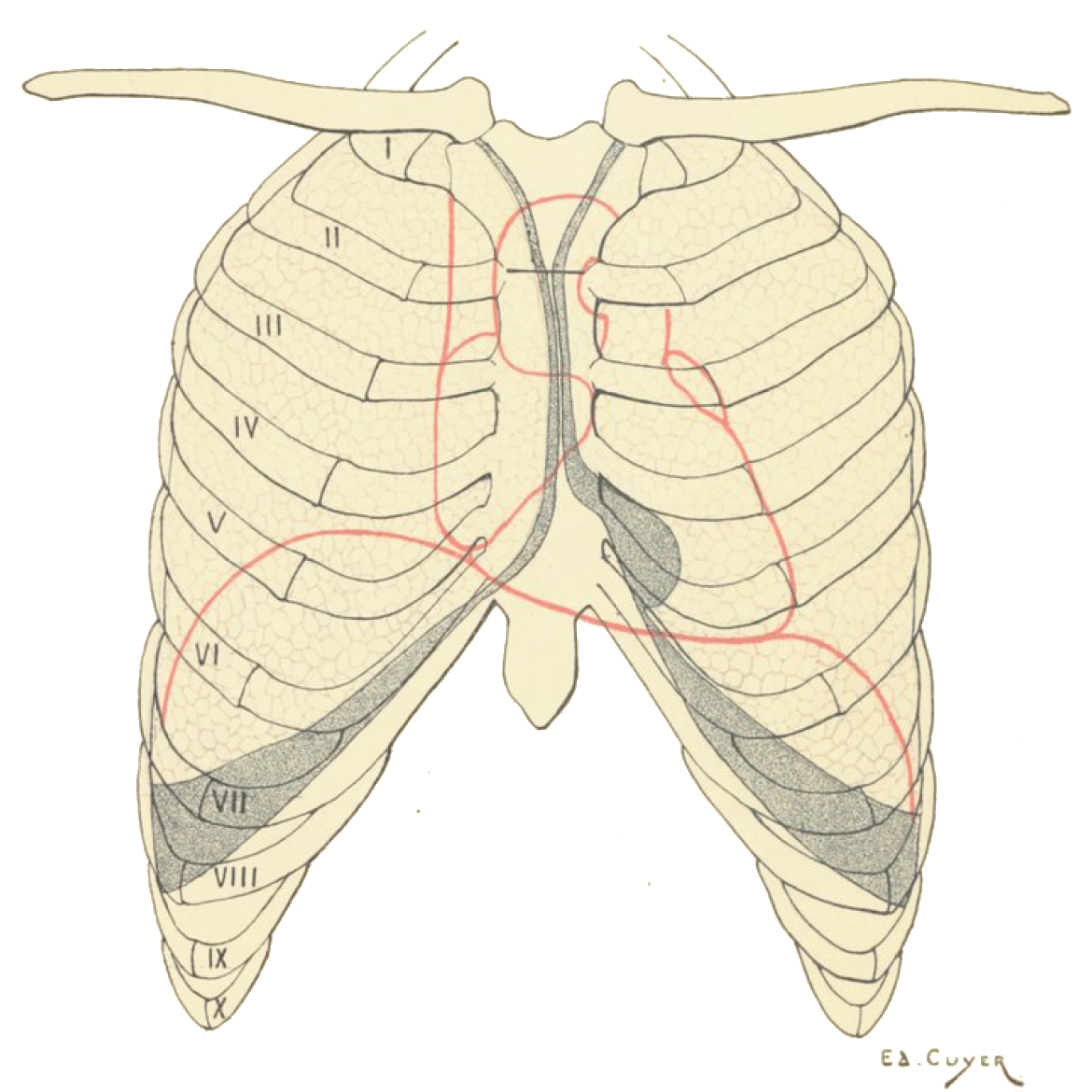
Phép chiếu trên lồng ngực của tim, phổi và cơ hoành.
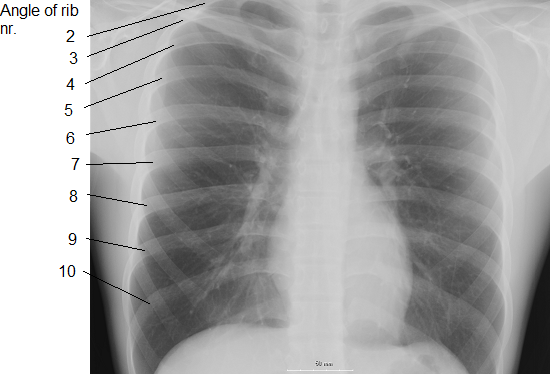
Hình ảnh X quang của ngực người với các xương sườn.